# Bindlach
Bindlach település Németországban, azon belül Bajorországban. Lakosainak száma 7323 fő (2023. december 31.).

## Népessége
| Lakosok száma | 911  | 2916 | 3263 | 5084 | 7217 | 7260 | 7217 | 7247 | 7344 | 7323 |
|               | 1875 | 1950 | 1975 | 1987 | 2012 | 2014 | 2016 | 2017 | 2021 | 2023 |

## Híres személyek
- itt született Johann Zeitler (1927–2018) nyugatnémet válogatott labdarúgó